# Concurso Internacional de Piano Frédéric Chopin

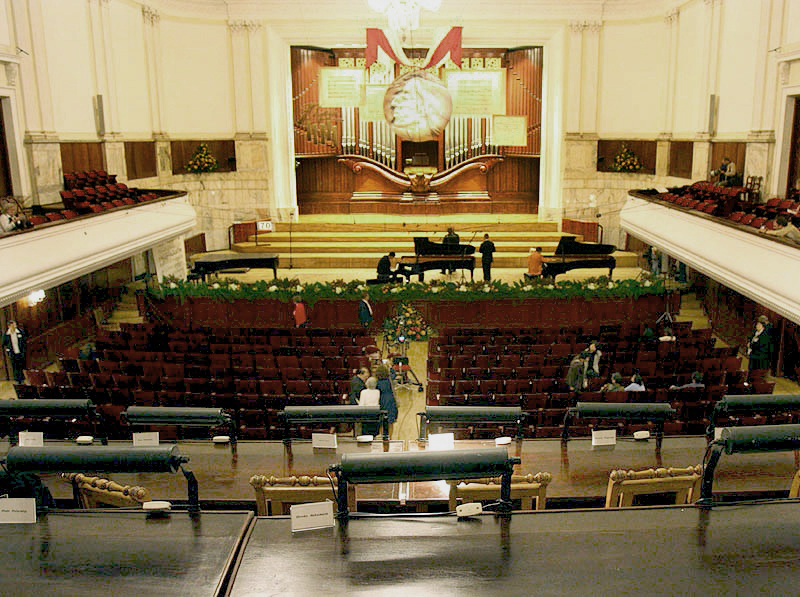
Edição de 2005 da competição

O Concurso Internacional de Piano Frédéric Chopin é uma das mais antigas competições musicais de piano e goza de grande prestígio e reconhecimento mundial. Tem lugar a cada 5 anos em Varsóvia, Polónia desde 1927. Foi criada em homenagem ao pianista e compositor polaco Frédéric Chopin.

## Cronologia das edições
Na primeira edição em 1927 participaram 26 pianistas originários de 8 países.
O concurso não teve lugar em 1942 devido à Segunda Guerra Mundial, tendo sido retomada já em 1949 na sala de concerto "Roma" em Varsóvia. Essa edição teve ainda particularidade de coincidir com o ano do centenário da morte de Chopin.
A edição seguinte teve lugar seis anos depois, em 1955 no Salão Filarmónico Nacional da Polónia e desde então tem-se aí concretizado com a regular periodicidade de cinco anos.
Na edição de 2005, foram recebidas 350 candidaturas, e 257 participantes foram selecionados.

## A organização
A organização do concurso esteve inicialmente a cargo da Sociedade Musical de Varsóvia.
Após a guerra, a quarta e quinta edições da prova, em 1949 e 1955 respetivamente, foram incorporadas nas celebrações do compositor, pelo que o Ministério da Cultura e da Arte nomeou um comité executivo.
A partir da edição de 1960 e até à de 2005 a organização esteve a cargo da Sociedade Internacional Frédéric Chopin. O Instituto Nacional Frédéric Chopin será responsável pelas futuras organizações da prova.
Esta prova faz parte da Federação Mundial de Festivais Internacionais de Música sediada em Genebra.

## Laureados
- XVIII edição em 2021:

1. Bruce (Xiaoyu) Liu (Canadá)
2. ex-aequo: Alexander Gadjiev (Itália/Eslovénia) e Kyōhei Sorita (Japão)
3. Martín García García (Espanha)

- XVII edição em 2015:

1. Seong Jin-Cho (Coreia do Sul)
2. Charles Richard-Hamelin (Canadá)
3. Kate Liu (EUA)

- XVI edição em 2010:

1. Yulianna Avdeeva	(Rússia)
2. Lukas Geniušas (Lituânia) e Ingolf Wunder (Áustria)
3. Daniil Trifonov (Rússia)

- XV edição em 2005:

1. Rafał Blechacz (Polónia)
2. não atribuído
3. ex-aequo: Dong Hyek Lim (Coreia do Sul) e Dong Min Lim (Coreia do Sul)

- XIV edição em 2000:

1. Yundi (China)
2. Ingrid Fliter (Argentina)
3. Alexander Kobrin (Rússia)

- XIII edição em 1995:

1. não atribuído
2. ex-aequo: Philippe Giusiano (França) e Alexei Sultanov (Rússia)
3. Gabriela Montero (Venezuela)

- XII edição em 1990:

1. não atribuído
2. Kevin Kenner (EUA)
3. Yukio Yokoyama (Japão)

- XI edição em 1985:

1. Stanislaw Bunin (URSS)
2. Marc Laforet (França)
3. Krzysztof Jabłoński (Polónia)

- X edição em 1980:

1. Dang Thai Son (Vietname)
2. Tatiana Schebanowa (URSS)
3. Arutiun Papazjan (URSS)

- IX edição em 1975:

1. Krystian Zimerman (Polónia)
2. Dina Joffe (URSS)
3. Tatiana Fiedkina (URSS)

- VIII edição em 1970:

1. Garrick Ohlsson (EUA)
2. Mitsuko Uchida (Japão)
3. Piotr Paleczny (Polónia)

- VII edição em 1965:

1. Martha Argerich (Argentina)
2. Arthur Moreira Lima (Brasil)
3. Marta Sosińska (Polónia)

- VI edição em 1960:

1. Maurizio Pollini (Itala)
2. Irina Zarizkaja (URSS)
3. Tania Achot-Haroutounian (Irão)

- V edição em 1955:

1. Adam Harasiewicz (Polónia)
2. Vladimir Ashkenazy (URSS)
3. Fu Ts’Ong (China)

- IV edição em 1949:

1. ex-aequo: Halina Czerny-Stefańska (Polónia) e Bella Dawidowitsch (URSS)
2. Barbara Hesse-Bukowska (Polónia)
3. Waldemar Maciszewski (Polónia)

- III edição em 1937:

1. Jakow Zak (URSS)
2. Rosa Tamarkina (URSS)
3. Witold Małcużyński (Polónia)

- II edição em 1932:

1. Alexander Uniński (EUA)
2. Imre Ungar (Hungria)
3. Bolesław Kon (Polónia)

- I edição em 1927:

1. Lew Oborin (URSS)
2. Stanisław Szpinalski (Polónia)
3. Róża Etkin-Moszkowska (Polónia)